# تفجير دير الزور 2012
تفجير دير الزور 2012 هو انفجار سيارة مفخخة في مدينة دير الزور السورية أدى إلى مقتل 9 أشخاص واصابة 100 آخرين في 19 مايو 2012 خلال الثورة السورية، وقع الانفجار في حي غازي عياش قرب مقر تابع للاستخبارات الجوية.